# Naruto: Uzumaki Chronicles
Naruto: Uzumaki Chronicles (titolo originale: Naruto: Uzumaki Ninden) è un videogioco di tipo azione per PlayStation 2, ispirato alla serie Naruto di Masashi Kishimoto, sviluppato dalla Cavia e pubblicato dalla Atari nel 2005.

## Trama
Gli eventi si allontanano decisamente dalla trama tradizionale di anime e manga.
Nello specifico, in un'ambientazione cronologica indefinita all'interno della saga, il villaggio di Konoha si trova ad affrontare un periodo difficoltoso sotto l'aspetto economico. Jonin e Chunin, pertanto, vengono impiegati d'urgenza in missioni di alto livello, facendo sì che la fascia novizia di Genin, sempre più spesso, si trovi a fronteggiare incarichi evidentemente superiori a quelli consueti, da scorte difficoltose a indagini rilevanti, sino al completamento di mansioni di insegnamento e similari.
Naruto Uzumaki, lungo l'adempimento di questi incarichi, si trova a incontrare i personaggi caratteristici della trama, in circostanze inedite e in scontri impressionanti, sino a sventare i diabolici piani di distruzione che minacciano silenziosamente il Villaggio della Foglia.

## Modalità di gioco
Si tratta di un gioco d'azione con grafica tridimensionale e ambientazioni esplorabili. Si assume il controllo di più personaggi, incrementando le proprie abilità e il proprio armamentario. Le missioni, classificate in livelli differenti di difficoltà, costituiscono l'elemento dominante del gioco.
Nel corso del gioco si ha modo di affiancare al personaggio di Naruto Uzumaki, il protagonista, una serie di amici, tutti noti nella saga, che avranno funzione di supporto, ognuno con le sue abilità specifiche. Quando su Naruto avremo un controllo più completo, tuttavia, i personaggi di supporto saranno utilizzabili solo in un tempo limite, in specifici frangenti. Questo tempo, in cui gli altri ninja subentreranno a Naruto, si consumerà più o meno velocemente a seconda delle tecniche utilizzate. Inoltre il doppiaggio di questo gioco è solo in inglese.
Solo la versione giapponese, Naruto: Uzumaki Ninden, è completa, le altre sono state semplificate. 

### Personalizzazione delle abilità
Per ciò che concerne il personaggio principale, Naruto Uzumaki, avremo la possibilità di implementare le abilità, dalla resistenza energetica alla capacità di salto, all'esecuzione di tecniche di battaglia più o meno devastanti. Lungo il gioco, infatti, verranno rese disponibili più lamine abilità, in cui andranno collocati, nel giusto ordine, gli appositi chip abilità, quasi si trattasse di un puzzle. Con questo sistema, sbloccheremo le combinazioni più spettacolari, tra cui il Colpo concatenato di Naruto Uzumaki e similari.

## Personaggi giocabili
Impegnandoci nel completamento del gioco, avremo modo di affiancare al personaggio di Naruto Uzumaki, il protagonista, una serie di amici, tutti più che noti nella saga, che avranno funzione di supporto, ognuno con le sue abilità specifiche. Quando su Naruto avremo un controllo più completo, tuttavia, i personaggi di supporto saranno utilizzabili solo in un tempo limite, in specifici frangenti. Questo tempo, in cui gli altri ninja subentreranno a Naruto, si consumerà più o meno velocemente a seconda delle tecniche utilizzate.
Un discorso particolare rivolgeremo in seguito alla possibilità di personalizzazione dello stesso Naruto, ma, sul momento, ci soffermeremo sui personaggi di supporto. Tra questi, possiamo annoverare:
- Choji Akimichi, dotato di grande forza fisica, che collaborerà con il suo Proiettile umano travolgente e la potente Espansione parziale.
- Shikamaru Nara, che potrà usufruire di trappole esplosive o utilizzara la sua contorta Tecnica del controllo dell'ombra.
- Neji Hyuga, il prodigio del villaggio, dal nobile clan Hyuga, dotato della devastante Rotazione suprema e della singolare tecnica Sessantaquattro chiusure, con l'ausilio del portentoso Byakugan.
- Sasuke Uchiha, compagno del nostro Naruto e membro del clan Uchiha, abilissimo e veloce, come portatore dello Sharingan. Il suo supporto comprenderà la Tecnica della pioggia di fuoco e il devastante Mille falchi, appreso dal maestro Kakashi Hatake.

### Sbloccabili
Finendo il gioco la prima volta si sbloccano anche 2 personaggi bonus:
- Gaara, il ninja del villaggio di Suna, con le sue tecniche di manipolazione della sabbia.
- Kakashi Hatake, maestro e tutore del gruppo di Naruto Uzumaki e Sasuke, sarà di aiuto con il micidiale Taglio del fulmine e l'equivoco Dolore millenario.

### Boss
Ci sono vari boss nel gioco, ma quasi nessuno di essi è utilizzabile:
- Capo scimmia del gioco d'azzardo
- Sasuke Uchiha - Segno maledetto
- Kisame Hoshigaki[1]
- Naruto oscuro[1]
- Gaara - Metà Shukaku[1]
- Kabuto Yakushi
- Uomo gigante - Esperimento spore
- Orochimaru
- Orochimaru - Potenz.[1]

I boss giocabili invece sono: Choji Akimichi, Neji Hyuga, Shikamaru Nara, Sasuke Uchiha e Gaara.

### Contenuto sbloccabile
Al termine del gioco verrà reso disponibile del contenuto nascosto, come spesso avviene:
- Sblocco della modalità boss, tramite la quale, con lo spostamento su mappa, si potranno incontrare nuovamente i nemici finali delle varie aree, con procedimento automatico.